# وروو (رشکا)
وروو (رشکا) (به لاتین: Varevo (Raška)}} یک منطقهٔ مسکونی در صربستان است که در Raška واقع شده‌است.

## خصوصیات
وروو ۱٬۴۹۷ نفر جمعیت دارد.